# Сан-Педро (Коауила)
Сан-Педро (исп. San Pedro), также известный как Сан-Педро-де-лас-Колоньяс (исп. San Pedro de las Colonias) — город в Мексике, штат Коауила, входит в состав одноимённого муниципалитета и является его административным центром. Численность населения, по данным переписи 2020 года, составила 49 490 человек.

## Общие сведения
Название San Pedro дано в честь святого Апостола Петра.
Поселение было основано как эхидо Сан-Педро-де-лас-Колоньяс в 1870 году сеньорами Хесусом Мария Гамесом, Франсиско Гамесом, Эпитасио Сифуэнтесом, Херонимо Берлангом, Хуаном Акуньей и Сеферино Мендесом. В 1873 году оно получило статус вильи, а в 1921 году — статус города.